# Jeremiah Dixon
Jeremiah Dixon (Cockfield, 27 luglio 1733 – Cockfield, 22 gennaio 1779) è stato un astronomo e inventore inglese.
È noto principalmente per il suo lavoro con Charles Mason dal 1763 al 1767, per tracciare quella che in seguito verrà chiamata linea Mason-Dixon.

## Biografia
Dixon nacque a Cockfield, vicino Bishop Auckland nella Contea di Durham nell'Inghilterra del nord-est nel 1733, quinto di sette fratelli, i suoi genitori erano George Dixon e Mary Hunter. Suo padre fu un ricco proprietario di miniere di carbone. Dixon durante la sua preparazione al Barnard Castle, si interessò agli studi di matematica e astronomia; conobbe presto matematici come William Emerson e astronomi come John Bird e Thomas Wright.
Jeremiah Dixon fece da assistente a Charles Mason nel 1761 quando la corona inglese scelse Mason per osservare il transito di Venere da Sumatra. Comunque il loro viaggio a Sumatra fu rinviato e sbarcarono invece a Capo di Buona Speranza, nell'attuale repubblica Sudafricana, dove fu osservato il transito del pianeta il 6 giugno del 1761. Dixon vi tornò nuovamente con un orologio di Nevil Maskelyne per lavorare su alcuni esperimenti sulla gravità.
Dixon e Mason firmarono un accordo nel 1763 con i proprietari terrieri di Pennsylvania e Maryland, Thomas Penn e Frederick Calvert, assistendoli nella risoluzione di una disputa di confine tra le due provincie. Arrivarono a Filadelfia nel novembre del 1763 e cominciarono a lavorare intorno alla fine dell'anno. La loro indagine non fu completata prima della fine del 1766. Inoltre definirono un metro di misurazione per la gravità con gli stessi strumenti usati da Dixon con Maskelyne nel 1761. Prima di ritornare in Inghilterra nel 1768, furono dichiarati cittadini Americani grazie ai loro sforzi come promotori della conoscenza nella città di Filadelfia.
Dixon navigò in Norvegia nel 1769 con William Bayly per osservare un ulteriore transito di Venere.
Morì a Cockfield il 22 gennaio del 1779,  senza essersi mai sposato.

## Omaggi
- Gli è stato dedicato, insieme con Charles Mason, l'asteroide 3131 Mason-Dixon.[2]

## Media
Jeremiah Dixon è uno dei protagonisti del romanzo di Thomas Pynchon del 1997 Intitolato Mason & Dixon. La canzone Sailing to Philadelphia di Mark Knopfler tratta dall'omonimo album, si riferisce a Mason e Dixon, e fu ispirata dal libro di Pynchon.